# Олден, Мэри
Мэри Макгуайр Олден (англ. Mary Maguire Alden; 18 июня 1883 — 2 июля 1946) — американская актриса немого кино и театра. Была одной из первых актрис Бродвея, которая начала работать в Голливуде.

## Биография
Родилась в Нью-Йорке 18 июня 1883 года. Начала свою карьеру на бродвейской сцене, где провела первые пять лет, прежде чем переехала в Голливуд. Там она заключила контракты с такими кинокомпаниями как, «Мутоскоп и Байограф» и Pathé Exchange. Её самая популярная роль была в фильме Гриффита 1915 года «Рождение нации». Там она сыграла роль мулатки, которая была влюблена в политика-северянина. В следующем году она вместе с Мэй Марш, Мириам Купер и Верой Льюис снялась в фильме «Нетерпимость», где исполнила роль Гриффит. В 1917 году после того как вместе с Мэри Пикфорд снялась в фильме «Меньше пыли», Олден сделала временный перерыв в своей кинокарьере. Критики хорошо восхваляли такие роли актрисы как, миссис Антон в фильме «Старое гнездо» (1921) и характерную роль старушки в «Человек с двумя матерями» (1922). Продюсером последнего фильма выступил Сэмюэл Голдвин.
На протяжении 1920—1930-х годов Олден продолжала активно сниматься в кино. За этот период снялась в следующих фильмах: «Пластмассовый век» (1925), «Радостная девушка» (1927), «Леди мафии» (1928) и «Порт мечты» (1929). Одними из последних фильмов с её участием стали «Дом ада», «Распутин и императрица» и «Странная интерлюдия». Все эти фильмы были сняты в 1932 году.
Скончалась в 1946 году в больнице Motion Picture & Television Country House and Hospital города Вудленд-Хиллз. Там она проживала последние четыре года своей жизни. Ей было 63 года. Похоронена на кладбище Valhalla Memorial Park Cemetery, в Северном Голливуде, в штате Калифорния.

## Избранная фильмография

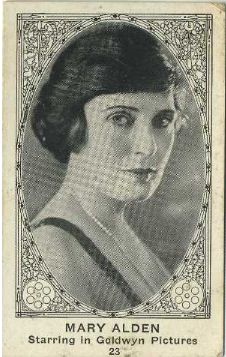

- Рождение нации (1915)
- Рабыня[англ.] (1915)
- Призраки[англ.] (1915)
- Лили и роза[англ.] (1915)
- Макбет (1916)
- Нетерпимость (1916)
- Оправдание[англ.] (1916)
- Хороший плохой человек[англ.] (1916)
- Обетованная земля[англ.] (1917)
- Ревнивая Сьюзен[англ.] (1919)
- Непростительный грех[англ.] (1919)
- Шёлковые мужья и ситцевые жёны[англ.] (1920)
- Скрытая женщина[англ.] (1922)
- Стойкое сердце[англ.] (1923)
- Удовольствие зла[англ.] (1923)
- Пластмассовый век (1925)
- Браун из Гарварда[англ.] (1926)
- Влюблённая Мэри[англ.] (1926)
- Землянка[англ.] (1926)
- Первое апреля (1926)
- Гончары[англ.] (1927)
- Радостная девушка (1927)
- Леди мафии (1928)
- Казаки (1928) — мать Лукашки
- Распутин и императрица (1932) — служанка Наташи
- Великое убийство в отеле[англ.] (1935) — титрах не указана
- Нежная Джулия[англ.] (1936)